# Charles Q. Brown Jr.
Charles Quinton Brown Jr. (San Antonio, 2 de marzo de 1962) es un general de la Fuerza Aérea de los Estados Unidos que se desempeñó como el 21.º jefe del Estado Mayor Conjunto de 2023 a 2025, el segundo general afroamericano en ostentar dicho cargo.
Antes de su nombramiento, Brown se desempeñó como el 22.º jefe de Estado Mayor de la Fuerza Aérea de 2020 a 2023. Ingresó en la Fuerza Aérea en 1984 y se desempeñó como piloto de combate, donde registró más de 3000 horas de vuelo, incluidas 130 horas en combate. Ha comandado las Fuerzas Aéreas del Pacífico, el Comando Central de las Fuerzas Aéreas de los Estados Unidos, el 31.º Ala de Cazas, el 8.º Ala de Cazas, la Escuela de Armas de la Fuerza Aérea. y el 78.º Escuadrón de Cazas. También se ha desempeñado como comandante adjunto del Comando Central.
Gracias a su nombramiento por el presidente Trump en 2020, fue el primer afroestadounidense en ser jefe de la Fuerza Aérea y ser jefe del Estado Mayor de cualquier rama militar.

## Biografía
Se graduó en la Texas Tech University y se unió al ejército del aire en 1984. Es piloto de F-16 y desempeñó los cargos de comandantes de las Fuerzas Aéreas del Mando Central de EE. UU. y comandante de las Fuerzas Aéreas del Pacífico. Fue designado jefe del Estado Mayor de la Fuerza Aérea en 2020, convirtiéndose en el primer afroestadounidense en ocupar este cargo y también el primero en ser jefe del Estado Mayor de cualquier rama militar.
Biden expreso su opinión acerca de Brown:

-“tiene un conocimiento único de nuestras operaciones y ámbitos de operación, y una visión estratégica para entender cómo colaborar para garantizar la seguridad de los estadounidenses”.

Fue relevado por el presidente Donald Trump en febrero de 2025, una de las razones esgrimidas fue debido a su excesivo apoyo a la llamada diversidad sexual y mentalidad igualitaria (woke) en las filas militares de la US Army. Junto a Brown cesaran en su cargo otros 5 altos cargos de las Fuerzas Armadas.   Su sucesor es Dan Caine, un teniente general de tres estrellas de la Fuerza Aérea. 
Trump señaló acerca de Brown:

-“Quiero dar las gracias al general Charles ‘CQ’ Brown por sus más de cuarenta años de servicio a nuestro país, incluido como jefe de la Junta de Estado Mayor. Es una persona excelente y un líder sobresaliente, y le deseo un gran futuro a él y a su familia”-

| Predecesor: David L. Goldfein | 22.º jefe del Estado Mayor de la Fuerza Aérea de los Estados Unidos 26 de agosto de 2020- | Sucesor: Dan Caine |